# Copa México 1990/91
Die Copa México 1990/91 war die 37. Austragung des Fußball-Pokalwettbewerbs seit Einführung des Profifußballs in Mexiko. Teilnahmeberechtigt waren die 20 Mannschaften, die in der Saison 1990/91 in der höchsten Spielklasse vertreten waren. Pokalsieger wurde zum ersten und bisher auch einzigen Mal die Mannschaft der Leones Negros von der Universidad de Guadalajara.

## Modus
Die Vorrunde wurde in Gruppenbegegnungen ausgetragen. Es gab vier Gruppen, die aus jeweils fünf Mannschaften bestanden. Die Mannschaften innerhalb derselben Gruppe trafen je zweimal aufeinander. Die vier Gruppensieger qualifizierten sich für das Halbfinale, das ebenso wie das Finale im K.O.-Verfahren mit je einem Hin- und Rückspiel entschieden wurde.

## Vorrunde
Die Begegnungen der Vorrunde wurden zwischen dem 22. August und 23. September 1990 ausgetragen.

### Gruppe 1

#### Kreuztabelle
| Gruppe 1         | NEC | MTY | TOL | QFC | ATS |
| ---------------- | --- | --- | --- | --- | --- |
| Club Necaxa      |     | 1:0 | 0:0 | 2:0 | 4:2 |
| CF Monterrey     | 2:3 |     | 4:0 | 4:3 | 2:1 |
| Deportivo Toluca | 0:0 | 0:1 |     | 4:0 | 3:1 |
| Querétaro FC     | 1:1 | 1:2 | 1:1 |     | 1:0 |
| CF Atlas         | 1:2 | 1:1 | 0:1 | 2:1 |     |

#### Tabelle
| Pl. | Verein           | Sp. | S | U | N | Tore    | Diff. | Punkte |
| --- | ---------------- | --- | - | - | - | ------- | ----- | ------ |
| 1.  | Club Necaxa      | 8   | 5 | 3 | 0 | 013:600 | +7    | 13:30  |
| 2.  | CF Monterrey     | 8   | 5 | 1 | 2 | 016:100 | +6    | 11:50  |
| 3.  | Deportivo Toluca | 8   | 3 | 3 | 2 | 009:700 | +2    | 09:70  |
| 4.  | Querétaro FC     | 8   | 1 | 2 | 5 | 008:160 | −8    | 04:12  |
| 5.  | CF Atlas         | 8   | 1 | 1 | 6 | 008:150 | −7    | 03:13  |

### Gruppe 2

#### Kreuztabelle
| Gruppe 2         | CAZ | UAG | UAT | UNL | IRA |
| ---------------- | --- | --- | --- | --- | --- |
| CD Cruz Azul     |     | 1:0 | 3:0 | 2:1 | 2:1 |
| UAG Tecos        | 1:2 |     | 3:0 | 4:1 | 3:0 |
| UAT Correcaminos | 1:0 | 1:0 |     | 2:1 | 4:0 |
| UANL Tigres      | 0:2 | 2:2 | 2:0 |     | 2:0 |
| CD Irapuato      | 0:1 | 0:0 | 2:1 | 3:2 |     |

#### Tabelle
| Pl. | Verein           | Sp. | S | U | N | Tore    | Diff. | Punkte |
| --- | ---------------- | --- | - | - | - | ------- | ----- | ------ |
| 1.  | CD Cruz Azul     | 8   | 7 | 0 | 1 | 013:400 | +9    | 14:20  |
| 2.  | UAG Tecos        | 8   | 3 | 2 | 3 | 013:700 | +6    | 08:80  |
| 3.  | UAT Correcaminos | 8   | 4 | 0 | 4 | 009:110 | −2    | 08:80  |
| 4.  | UANL Tigres      | 8   | 2 | 1 | 5 | 011:150 | −4    | 05:11  |
| 5.  | CD Irapuato      | 8   | 2 | 1 | 5 | 006:150 | −9    | 05:11  |

### Gruppe 3

#### Kreuztabelle
| Gruppe 3             | UDG | UNM | LEO | PUE | COB |
| -------------------- | --- | --- | --- | --- | --- |
| Univ. de Guadalajara |     | 4:1 | 0:0 | 1:1 | 1:0 |
| UNAM Pumas           | 1:1 |     | 5:2 | 2:1 | 0:1 |
| Club León            | 0:1 | 1:1 |     | 3:1 | 0:0 |
| Puebla FC            | 3:1 | 2:2 | 0:0 |     | 1:0 |
| Cobras Ciudad Juárez | 0:1 | 1:1 | 0:1 | 1:1 |     |

#### Tabelle
| Pl. | Verein               | Sp. | S | U | N | Tore    | Diff. | Punkte |
| --- | -------------------- | --- | - | - | - | ------- | ----- | ------ |
| 1.  | Univ. de Guadalajara | 8   | 4 | 3 | 1 | 010:600 | +4    | 11:50  |
| 2.  | UNAM Pumas           | 8   | 2 | 4 | 2 | 013:130 | ±0    | 08:80  |
| 3.  | Club León            | 8   | 2 | 4 | 2 | 007:800 | −1    | 08:80  |
| 4.  | Puebla FC            | 8   | 2 | 4 | 2 | 010:100 | ±0    | 08:80  |
| 5.  | Cobras Ciudad Juárez | 8   | 1 | 3 | 4 | 003:600 | −3    | 05:11  |

### Gruppe 4

#### Kreuztabelle
| Gruppe 4         | AME | VER | GDL | MOR | SAN |
| ---------------- | --- | --- | --- | --- | --- |
| Club América     |     | 1:1 | 2:1 | 1:0 | 2:0 |
| CD Veracruz      | 3:4 |     | 3:1 | 1:1 | 2:0 |
| CD Guadalajara   | 0:1 | 2:0 |     | 2:0 | 1:0 |
| Atlético Morelia | 0:2 | 1:0 | 1:3 |     | 2:1 |
| Santos Laguna    | 3:3 | 0:2 | 2:1 | 1:2 |     |

#### Tabelle
| Pl. | Verein           | Sp. | S | U | N | Tore    | Diff. | Punkte |
| --- | ---------------- | --- | - | - | - | ------- | ----- | ------ |
| 1.  | Club América     | 8   | 6 | 2 | 0 | 016:800 | +8    | 14:20  |
| 2.  | CD Veracruz      | 8   | 3 | 2 | 3 | 012:100 | +2    | 08:80  |
| 3.  | CD Guadalajara   | 8   | 4 | 0 | 4 | 011:900 | +2    | 08:80  |
| 4.  | Atlético Morelia | 8   | 3 | 1 | 4 | 007:110 | −4    | 07:90  |
| 5.  | Santos Laguna    | 8   | 1 | 1 | 6 | 007:150 | −8    | 03:13  |

## Endrunde

### Halbfinale
Die Hinspiele wurden am 24. Oktober und die Rückspiele am 31. Oktober 1990 ausgetragen.
|                      | Gesamt |                  | Hinspiel | Rückspiel |
| -------------------- | ------ | ---------------- | -------- | --------- |
| Univ. de Guadalajara | 4:1    | Deportivo Toluca | 2:0      | 2:1       |
| CD Cruz Azul         | 1:6    | Club América     | 1:4      | 0:2       |

### Finale
Die Finalspiele wurden am 16. und 23. Januar 1991 ausgetragen.
|                      | Gesamt |              | Hinspiel | Rückspiel |
| -------------------- | ------ | ------------ | -------- | --------- |
| Univ. de Guadalajara | 1:0    | Club América | 1:0      | 0:0       |

Mit der folgenden Mannschaft bestritten die Leones Negros Universidad de Guadalajara das Finalrückspiel und gewannen den Pokalwettbewerb der Saison 1990/91:
Hugo Pineda – David Cortés, Víctor Manuel Rodríguez, Luis Felipe Peña, Rafael Gutiérrez – Jorge Dávalos, Luis Alfonso Sosa, Leopoldo Castañeda (Luis Alberto Flores), Hugo Aparecido Matos – Salvador Luis Reyes (Humberto Romero), Daniel Guzmán; Trainer: Alberto Guerra.